# 中野董夫
中野 董夫（なかの ただお、1926年6月18日 - 2004年8月15日）は、日本の物理学者。大阪市立大学名誉教授、大阪市立科学館初代館長。
生前、西島和彦とともに1961年および1970年のノーベル物理学賞の共同受賞の候補に挙がっていたものの、受賞を逸している。

## 略歴
東京都出身。1948年大阪大学理学部物理学科卒業。1950年に大阪市立大学理工学部に助手として着任し、教授の南部陽一郎、助教授の早川幸男、講師の山口嘉夫、助手の西島和彦とともに理論物理学のグループを立ち上げた。1953年には西島とともに中野・西島・ゲルマンの法則を提唱。
1990年に大阪市立大学を定年退官した後は、大阪市立科学館の初代館長に就任した。
中野・西島・ゲルマンの法則の法則を基に、坂田模型や大貫義郎などによるIOO対称性、SU(3)モデル、さらにクォークモデルが創られることになる。
生前、西島とともに1961年および1970年のノーベル物理学賞の共同受賞の候補（1970年は坂田昌一も）に挙がっていたものの、受賞を逸している。
2004年8月15日午後11時38分、肺炎のため大阪府高槻市の病院で死去。78歳没。

## 著書
- 山内恭彦、内山竜雄・中野董夫共著『一般相対性および重力の理論』裳華房〈物理学選書 第10〉、1967年。ISBN 4-7853-2310-8。
- 中野董夫、菅野禮司共著『相対性理論はむずかしくない』講談社、1972年。
- 中野董夫『相対性理論』岩波書店〈物理入門コース (9)〉、1984年。
- 丸山宰佑、金森順次郎・中野董夫共著『教養の物理』共立出版、1993年。